# HMS J2
Pour les articles homonymes, voir J2.
Le HMS J2 est un sous-marin britannique de classe J exploité par la Royal Navy, et plus tard par la Royal Australian Navy sous le nom de HMAS J2.

## Conception
La classe J a été conçue par la Royal Navy en réponse à l’annonce de l’apparition de sous-marins allemands avec une vitesse en surface supérieure à 18 nœuds (33 km/h). Ces sous-marins avaient un déplacement de 1 210 tonnes en surface, et 1 820 tonnes en immersion. Chaque sous-marin avait une longueur totale de 275 pieds (84 m), avec un maître-bau de 22 pieds (6,7 m), et un tirant d'eau de 14 pieds (4,3 m). Le système de propulsion était construit autour de trois arbres d'hélice. La classe J était les seuls sous-marins à triple hélice jamais construit par les Britanniques. Leur propulsion était fournie par trois moteurs diesel de 12 cylindres en surface, et des moteurs électriques en immersion. Leur vitesse maximale était de 19 nœuds (35 km/h) en surface (ce qui faisait d’eux les sous-marins les plus rapides au monde au moment de leur construction) et de 9,5 nœuds (17,6 km/h) sous l’eau. Leur rayon d'action était de 4 000 milles marins (7 400 km) à 12 nœuds (22 km/h).
Leur armement se composait de six tubes lance-torpilles de 18 pouces (457 mm) (quatre à l’avant, un sur chaque flanc), plus un canon de pont de 4 pouces (101 mm). À l’origine, le canon était installé sur une plate-forme en avant du kiosque, mais la plate-forme a été plus tard étendue jusqu’à la proue et fusionnée dans la coque pour l’hydrodynamisme, et le canon a été déplacé sur une plate-forme installée à l’avant du kiosque. 44 personnes composaient l’équipage.

## Engagements
Le HMS J2 a été construit pour la Royal Navy par HMNB Portsmouth dans le Hampshire et lancé le 6 novembre 1915.
Le 7 juillet 1917, le HMS J2 torpille et coule le sous-marin allemand U-99 entre les îles Orcades et la Norvège.
Après la guerre, l’Amirauté britannique décida que la meilleure façon de protéger la région du Pacifique était de le faire avec une force de sous-marins et de croiseurs. À cette fin, ils offrent en cadeau les six sous-marins survivants de la classe J à la Royal Australian Navy. Le J2 et ses sister-ships ont été commissionnés dans la RAN en avril 1919, et ont appareillé pour l’Australie le 9 avril, en compagnie des croiseurs Sydney et Brisbane, et du ravitailleur de sous-marins Platypus. La flottille atteint l’île Thursday le 29 juin et Sydney le 10 juillet. En raison de l’état des sous-marins après le long voyage, ils ont été immédiatement désarmés pour être remis en état.
Mis à part les exercices locaux et une visite en Tasmanie en 1921, les sous-marins ne sont guère utilisés. En juin 1922, le coût de l’entretien des bateaux conjugué à la détérioration des conditions économiques fait que les six sous-marins sont retirés du service et désignés pour élimination.

## Sort final
Le sous-marin est mis en vente le 12 juillet 1922. Il a été vendu le 26 février 1924. Il a été sabordé le 1er juin 1926 dans le cimetière de bateaux situé au large de Port Phillip Heads à 38° 18′ 49″ S, 144° 34′ 48″ E.
L’épave du J2, aussi connue sous le nom de « sous-marin de 39 mètres », « sous-marin de 130 pieds », « sous-marin brisé » ou « sous-marin profond », est immergée dans 128 pieds (39 mètres) d’eau. L’épave se trouve sur sa quille, orientée nord-sud, avec son étrave pointant vers la mer. Au cours de son sabordage, la section de l’étrave s’est rompue, exposant les tubes lance-torpilles avant et les modifications apportées à l’étrave. L’épave est accessible à des plongeurs expérimentés, mais c’est la plus profonde et la plus difficile d’accès des quatre épaves de sous-marins de classe J dans la région,,,